# Hiroki Azuma
Hiroki Azuma (jap. 東 浩紀, Azuma Hiroki; * 9. Mai 1971 in Mitaka) ist ein japanischer Kulturkritiker und seit 2006 Professor am Sekai Bummei Center (世界文明センター, Sekai Bummei Sentā, dt. „Zentrum [zum Studium] der Weltzivilisationen“) der Technischen Hochschule Tokio.
Er ist verheiratet mit der Autorin und Dichterin Sanae Hoshio, mit der er ein Kind hat. Sein Schwiegervater ist der Übersetzer Nobumitsu Kodaka.

## Biografie
1990 schloss er die an die Universität Tsukuba angegliederte Oberschule Komaba ab. Anschließend studierte er an der Universität Tokio in der Fakultät für Allgemeinbildung im Fachbereich Geisteswissenschaften I, die er 1994 abschloss. 1999 promovierte er zum Doktor. Von April 2002 bis März 2004 war er Teilzeitlehrkraft an der Fakultät für Literatur der Keiō-Universität. Im April 2003 wurde er Shunin Kenkyūin (Senior Fellow, meist mit Untergebenen) und Assistenzprofessor am Global Communication Center (GLOCOM) der International University of Japan. Von Mai 2003 bis August 2006 war er Research Fellow am Stanford Japan Center. Im September 2004 trat er seine Stelle als Shukan Kenkyūin (Senior Fellow, meist ohne Untergebene) und im November als Professor am GLOCOM an. Im April 2006 wurde er Vizedirektor des GLOCOM, trat aber im Juni davon zurück. Einen Monat später trat er auch von seiner Fellowship zurück. Im Oktober 2006 erhielt er eine Sonderprofessur am Sekai Bummei Center der Akademie für Geisteswissenschaften der Technischen Hochschule Tokio, die im April 2007 verlängert wurde. Seit April 2010 lehrt er an der Waseda-Universität, befristet bis März 2013.

## Werk
Azuma beschäftigt sich mit dem Einfluss von Internet und Animes auf die japanische Kultur, insbesondere das Phänomen der Otakus. 1998 gewann er für sein erstes Buch Sonzaironteki, Yūbinteki Jacques Derrida ni tsuite, das auch in vielen geisteswissenschaftlichen Zeitschriften abgedruckt wurde, den Suntory-Literaturpreis und war damit dessen jüngster Empfänger. Später wurde er auch für den Mishima-Preis nominiert. Dieses Werk widmet sich in den ersten drei Kapiteln der theoretischen Erweiterung der späteren Gedanken Derridas (namentlich der postalischen Dekonstruktion) und stellt diese dessen früheren Gedanken gegenüber. Im letzten Kapitel widmet er sich der Überschneidung von Freuds Psychoanalyse mit Heideggers Daseinsanalyse mittels Derridas Kommunikationskonzept.
1999 veröffentlichte er seine Kritikensammlung Yūbinteki Fuan-tachi. Diese enthält weitgefächerte Betrachtungen und Abhandlungen von der Postmoderne bis zur Otaku-Kultur. Neben Jacques Derrida zitiert er auch den Psychoanalytiker Jacques Lacan. Seit der Evangelion-Abhandlung von 1996, die auch in Yūbinteki Fuan-tachi veröffentlicht wurde, schenkt er dem Aspekt der Otaku-Subkultur verstärkte Aufmerksamkeit. Er schreibt auch für Otaku-Literaturzeitschriften, wie Faust oder Shingenjitsu.
Im Jahr 2001 folgte mit Dōbutsuka suru Postmodern. Otaku kara mita Nihonshakai (dt. „Die zum Tier machende Postmoderne. Die japanische Gesellschaft vom Otaku aus gesehen“) ein weiteres erfolgreiches Buch. In diesem widmet er sich dem Phänomen der Otaku und entwickelt die Konzepte des „Datenbankkonsums“ (データベース消費, dētabēsu shōhi) und der „Ära der Tiere“ (動物の時代, dōbutsu no jidai) und charakterisiert Otaku als „Datenbanktiere“. Ersteres geht auf Eiji Ōtsukas Konzept des „narrativen Konsums“ (物語消費, monogatari shōhi) zurück mit Azumas Abwandlung das die Otaku-Kultur sich dadurch auszeichnet bei einem Produkt weniger die zugrundeliegende Weltsicht zu konsumieren (die „große Erzählung, Metanarrative“ im postmodernen Sinn nach Jean-François Lyotard), sondern lediglich einzelne Elemente, insbesondere Moe-Attribute, diese dann zu katalogisieren und wiederzuverwenden, d. h. wie in einer Datenbank. Das zweite Konzept basiert auf der „Ära des Fiktiven“ (虚構の時代, kyokō no jidai) des Soziologen Masachi Ōsawas, wobei der Terminus „Tier“ hier auf eine Fußnote in dem Werk Introduction à la lecture de Hegel des Philosophen Alexandre Kojève zurückgeht in dem der American way of life als „animalische Daseinsform“ beschrieben und im Kontrast zur japanischen Gesellschaft gestellt wird (das Konzept erfreute sich in Japan Anfang der 90er mit Francis Fukuyamas Das Ende der Geschichte größerer Beliebtheit), so dass Azumas dōbutsuka suru („zum Tier machen“) auch für eine Amerikanisierung steht. Trotz dieses stark philosophischen Inhalts wurde das Buch zum Bestseller, verkaufte sich bis zum März 2008 mehr als 63.000 Mal in 16 Auflagen, erhielt eine Übersetzung in das Koreanische, Französische und Englische, und 2007 mit Game-teki Realism no Tanjō. Dōbutsuka suru Postmodern 2 eine Fortsetzung. Dieses hat eine literaturkritische Ausrichtung, indem Azuma mehr als die Hälfte des Buches der Textanalyse von Werken widmet, wobei die Literaturformen hier die beiden Otaku-spezifischen der Light Novel und der Bishōjo-Spiele sind. Azumas Ziel ist hierbei die Bildung einer Grundlage der analytischen Auseinandersetzung mit diesen beiden Literaturformen.
2009 veröffentlichte er seinen ersten Roman Quantum Families für den er 2010 schließlich den Mishima-Preis erhielt. 2010 entwickelte er die Handlung zum Manga-/Anime-Franchise Fractale in Zusammenarbeit mit dem Regisseur Yutaka Yamamoto und der Drehbuchautorin Mari Okada. Zu diesem Komplex schrieb er auch den Fortsetzungsroman Fractale/Reloaded der vom 6. Januar bis 6. April 2011 in Media Factorys Literaturmagazin Da Vinci (Ausgaben 2/2011 bis 5/2011) erschien.

### Hajō Genron
Im Dezember 2003 begann er seine Kritiken und Betrachtungen über Otaku und Subkultur nicht mehr in Buchform zu veröffentlichen und gründete das E-Mail-Magazin Hajō Genron. In jeder der 23 Ausgabe lud er sich einen Gast ein und interviewte oder diskutierte mit diesem. Gäste waren u. a. der Soziologe Shinji Miyadai, die Romanautoren Nishio Ishin und Kōhei Kadono, sowie Makoto Shinkai. Das Projekt endete im Januar 2005. Die Gesprächsrunden am Anfang jeder Ausgabe erschienen im November 2005 beim Verlag Seidosha. Eine Sonderausgabe des Hajō Genron waren die auf der Comiket 66 und 67 verkauften Bücher Bishōjo Game no Rinkaiten und Bishōjo Game no Rinkaiten+1 in dem er mit Szenarioschreibern und Rezensenten von Bishōjo-Spielen über diese (z. B. Shizuku, Fate/stay night und Clannad) diskutierte.

### ised@glocom
Im Oktober 2004 gründete er das Forschungsprojekt Jōhō Shakai no Rinri to Sekkei ni tsuite no Gakusaiteki Kenkyū (engl. Interdisciplinary Studies on Ethics and Design of Information Society, kurz: ised@glocom, dt. „Interdisziplinäre Forschung über Ethik und Design der Informationsgesellschaft“), welches eine veranschlagte Laufzeit bis zum Januar 2006 hatte. Dieses Forschungsprojekt sollte die Auswirkungen der zukünftigen Informationsgesellschaft auf die japanische Gesellschaft erörtern.

### Geet State
Im April 2006 gründete gemeinsam mit dem SF-Romanautor Hiroshi Sakurazaka und dem ised-Forscher Ken Suzuki das Nachfolgeprojekt Geet State. Zuerst ebenfalls am GLOCOM, betrieb Hiroki Azuma es aber nach seinem Abgang von GLOCOM auf privater Basis weiter. Dieses Projekt sollte die japanische Gesellschaft im Jahr 2045 vorhersagen und der Unterhaltung dienen. Am 31. Januar 2007 startete die Ausarbeitung der Handlung, wobei daran Ken Suzuki auf Grund von Arbeitsüberlastung nicht mehr teilnahm.

## Bibliografie

### Kritiken/Essays

#### Als Einzelautor
- Sonzaironteki, Yūbinteki Jacques Derrida ni tsuite (存在論的、郵便的ジャック･デリダについて, dt. „Ontologisch, postalisch. Über Jacques Derrida“). Shinchōsha, 1998
- Yūbinteki Fuan-tachi (郵便的不安たち, dt. „Postalische Ängste“). Asahi Shimbun-sha, 1999
- Fukashi na Mono no Sekai (不過視なものの世界; dt. „Die Welt der unsichtbaren Dinge“). Asahi Shimbun-sha, 2000
- Dōbutsuka suru Postmodern. Otaku kara mita Nihonshakai (動物化するポストモダン―オタクから見た日本社会, dt. „Die zum Tier machende Postmoderne. Die japanische Gesellschaft vom Otaku aus gesehen“). Kōdansha, 2001
  - Otaku. Japan’s Database Animals. University of Minnesota Press, 2009, ISBN 978-0-8166-5352-2 (oder ISBN 978-0-8166-5351-5 (gebunden), englische Übersetzung).
- Yūbinteki Fuan-tachi# (郵便的不安たち#). Asahi Shimbun, 2002 (überarbeitete Neuauflage des gleichnamigen Buches)
- Game-teki Realism no Tanjō. Dōbutsuka suru Postmodern 2 (ゲーム的リアリズムの誕生―動物化するポストモダン2, dt. „Die Geburt des (Computer-)spielhaften Realismus. Die zum Tier machende Postmoderne 2“). Kōdansha, 2007
- Bungaku Kankyō Ronshū. Azuma Hiroki Collection L (文学環境論集 東浩紀コレクションL, dt. „Literatursammlung. Hiroki-Azuma-Sammlung L“). Kōdansha, 2007
- Jōhō Kankyō Ronshū. Azuma Hiroki Collection S (情報環境論集 東浩紀コレクションS; dt. „Nachrichtensammlung. Hiroki-Azuma-Sammlung S“). Kōdansha, 2007
- Hihyō no Seishin Bunseki. Azuma Hiroki Collection D (批評の精神分析 東浩紀コレクションD; dt. „Psychoanalyse von Kritiken/Rezensionen. Hiroki-Azuma-Sammlung D“). Kōdansha, 2007

#### Als Koautor
- mit Kiyoshi Kasai: Dōbutsuka suru Sekai no Naka de (動物化する世界の中で). Shūeisha, 2003
- mit Masachi Ōsawa: Jiyū o kangaeru. 9-11 Ikō no Gendai Shisō (自由を考える―9・11以降の現代思想, dt. „Freiheit denken. Kontemporäre Gedanken nach dem 11. September“). NHK Shuppan, 2003
- mit Akihiro Kitada: Tōkyō kara kangaeru. Kakusa, Kōgai, Nationalism (東京から考える―格差・郊外・ナショナリズム, dt. „Von Tokio aus gedacht. Unterschiede, Vorstädte, Nationalismus“). NHK Shuppan, 2007
- mit Eiji Ōtsuka: Real no Yukue – Otaku/Otaku wa dō ikiru ka (リアルのゆくえ―おたく／オタクはどう生きるか). Kōdansha, 2008
- mit Shinji Miyadai: Chichi toshite kangaeru (父として考える). Nihon Hōsō Shuppan Kyōkai, 2010

#### Als Herausgeber
- Bishōjo Game no Rinkaiten (美少女ゲームの臨界点, dt. „Der kritische Punkt der Bishōjo-Spiele“; Comiket 66, 2004)
- Bishōjo Game no Rinkaiten + 1 (美少女ゲームの臨界点+1; Comiket 67, 2004)
- Gō Itō, Mari Kotani, Tamaki Saitō, Kentarō Takekuma und Kaoru Nagayama: Mōjō Genron F-kai. Postmodern, Otaku, Sexuality (網状言論F改―ポストモダン・オタク・セクシュアリティ, dt. „Meinungen in Netzform. Postmoderne, Otaku, Sexualität“; Seidosha, 2003)
- Masachi Ōsawa, Akihiro Kitada, Kensuke Suzuki und Shinji Miyadai: Hajō Genron S-kai. Shakaigaku, Meta-Game, Jiyū (波状言論S改―社会学・メタゲーム・自由; dt. „Meinungen in Wellenform. Soziologie, Metaspiel, Freiheit“; Seidosha 2005)
- Contents no Shisō. Manga, Anime, Light Novel (コンテンツの思想―マンガ・アニメ・ライトノベル, dt. „Inhaltliche Gedanken. Manga, Anime, Light Novel“; Seidosha, 2007)
- mit Eiji Ōtsuka (Hrsg.): Shingenjutsu (新現実). Band 1, Kadokawa Shoten, 2002
- mit Akihiro Kitada (Hrsg.; nur Bände 1–2): Shisō Chizu (思想地図, dt. „Gedankenkarte“). Bände 1–4, Nihon Hōsō Shuppan Kyōkai, 2008–2010
- Shisō Chizu β (思想地図β, dt. „Gedankenkarte β“). Contectures, seit 2010
- mit Shinji Miyadai (Hrsg.) und Takashi Murakami (Hrsg.): Nihonteki Sōzō Ryoku no Mirai (日本的想像力の未来, dt. „Die Zukunft der japanischen Vorstellungskraft“). Nihon Hōsō Shuppan Kyōkai, 2010

### Romane
- mit Hiroshi Sakurazaka: Characters (キャラクターズ). Shinchōsha, 2008, Erstveröffentlichung in Shinchō (Ausgabe Oktober 2007), Roman
- Quantum Families (クォンタム・ファミリーズ, Kwontamu Famirīzu). Shinchōsha, 2009, Roman
- Fractale/Reloaded (フラクタル/リローデッド, Furakutaru/Rirōdeddo). Media Factory, Fortsetzungsroman, seit 6. Januar 2011 im Magazin Da Vinci (ab Ausgabe 2/2011)